# Fritz Joseph Encke

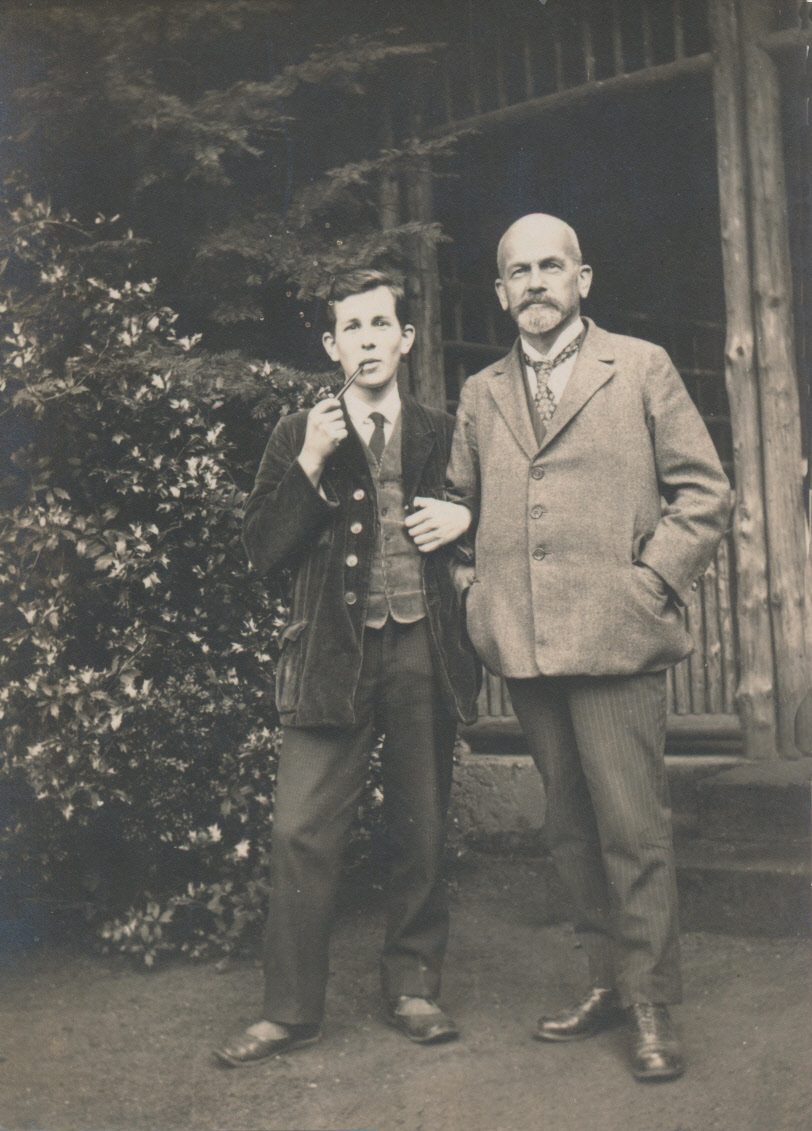
Fritz Encke jun. und Fritz Encke sen. 1926 im Hausgarten (Volksgarten Köln)

Fritz Joseph Encke (* 1. August 1904 in Köln; † 4. März 2000 in Greifenstein (Hessen)) war ein deutscher Gartenbauschriftsteller und Gärtner.

## Leben
Fritz (Joseph) Encke, der dritte und jüngste Sohn des Gartenarchitekten Fritz Encke, absolvierte nach dem Besuch des Gymnasiums ab 1918 eine Gärtnerlehre und arbeitete in der Flora und am Botanischen Garten in Köln sowie in der Staudengärtnerei Goos und Koenemann in Niederwalluf und war Mitarbeiter am bepflanzungstechnischen Teil der von seinem Vater entworfenen großen Parkprojekte in Köln, bevor er an der Lehr- und Forschungsanstalt für Gartenbau in Berlin studierte. Anschließend arbeitete er in den 1920er-Jahren in deutschen und (zwei Jahre lang) in nordamerikanischen Handelsgärtnereien und im Botanischen Garten von St. Louis als Gärtner. Er bildete sich auch durch Reisen in Kuba und England fort.
Zum 1. September 1929 kam er als Leiter der Pflanzensammlungen zum Frankfurter Palmengarten, wo er vom Gartenbautechniker zum Inspektor, Oberinspektor und Baurat beruflich aufstieg und dessen Direktor er von 1945 bis 1968 war. Encke hat im und nach dem Weltkrieg die schweren Schäden, die der Palmengarten erlitten hatte, trotz der sehr beschränkten Möglichkeiten dieser Zeit ausgleichen können. Er „verstand es nicht nur, die wertvollen Pflanzenbestände zu retten, sondern in relativ kurzer Zeit den so beliebten Palmengarten neu erstehen zu lassen. Der Palmengarten war nach 1945 der Muttergarten fast aller botanischer Gärten Deutschlands; aus den dort geretteten reichen Pflanzenbeständen wurde Vermehrungsmaterial zum Aufbau vieler Gärten [...] abgegeben.“ Er prägte anschließend durch Umsetzung des grundlegenden Gedankens seines Vaters vom „sozialen Grün“ die Entwicklung des Palmengartens wesentlich: „Der Palmengarten – das bedeutet Volks-, Bildungs-, Schau-, Erholungs- und Unterhaltungspark. Behutsam, aber willensstark hat Encke diese Richtung eingeschlagen.“ Der Verleger Roland Ulmer würdigte diesen Aspekt: „Sie denken in erster Linie an Ihre Mitmenschen in der Großstadt Frankfurt, an alle diejenigen, die in Mietshäusern beheimatet sind, deren Liebe zu Grünem fast schon verkümmerte. [...] Sie bieten nicht nur Ihre Pflanzen, Ihre herrlichen Anlagen, nein, Sie locken mit Musik – mit ernster und heiterer, ältester und neuester, kühler oder heißer. [...] So bauen Sie im Großstadttrubel eine Zone der geöffneten Herzen.“
Encke war Mitherausgeber bei den von 1964 bis 1994 erschienenen 9. bis 15. Auflagen des von Robert Zander begründeten Standardwerks Zander Handwörterbuch der Pflanzennamen, ferner Herausgeber der 2. Aufl. von Pareys Blumengärtnerei: Beschreibung, Kultur u. Verwendung d. gesamten gärtner. Schmuckpflanzen. (ab 1955). Er verfasste ab 1930 Hunderte von Aufsätzen in Zeitschriften für Gärtner und Gartenliebhaber, war Schriftleiter und Herausgeber der Monatsschrift Der Palmengarten und gab von 1952 bis 1968 17 Palmengarten-Kalender heraus. Zudem war Encke jahrzehntelang (bis 1981) Preisrichter auf den Bundesgartenschauen und bestritt „an die 200 Radiosendungen“.
Fritz Encke jun. heiratete im Juli 1929 in den USA die Dolmetscherin Lisbeth Encke, geb. Bieger, die 1926 in die USA ausgewandert war und dort an der Yale University studierte. Die kirchliche Trauung wurde im August 1929 in Herborn durch Pfarrer Louis Encke, einen Onkel des Bräutigams nachgeholt. Das Ehepaar hatte zwei Kinder: einen Sohn, der in vierter Generation wieder Fritz getauft wurde und später als Studiendirektor an einem Frankfurter Gymnasium lehrte, und die Tochter Lotte Encke, die als Grafikerin in einem Frankfurter Werbeatelier tätig war.

## Ehrungen
Er erhielt 1968 die Ehrendoktorwürde der Johann Wolfgang Goethe-Universität Frankfurt am Main und wurde mit dem Bundesverdienstkreuz I. Klasse und der Ehrenplakette der Stadt Frankfurt am Main ausgezeichnet.

## Werke
- Zimmerpflanzen, die nicht versagen. 1938.
- Die Pflanzenschauhäuser des Palmengartens. 1939 (Schriftenreihe Frankfurter Sehenswürdigkeiten, 12/1939).
- Die Topfpflanzenkultur in der Erwerbsgärtnerei. 1952 (2. verb. Aufl. 1957).
- Pflanzen für Zimmer und Balkon. 1952 (1. bis zur 8. Auflage 1964 unter diesem Titel; 9. Auflage 1973 bis 13. Auflage 1987 als „Zimmerpflanzen“).
- Sommerblumen. 1961.
- Pflanzen für Blumenfenster und Kleingewächshäuser. 1962.
- Die schönsten Kalt- und Warmhauspflanzen. 1968 (2. Auflage 1987 unter dem Titel „Kalt- und Warmhauspflanzen“).
- Dachgärten, Terrassen und Balkone. 1975 (zus. mit Hans Schiller).
- Zwergsteingärten. 1978.
- Kletterpflanzen für Haus und Garten. 1980.
- Kübelpflanzen. 1982.